# Rechtenstein (Landschaftsschutzgebiet)
Das Landschaftsschutzgebiet Rechtenstein ist ein mit Verordnung der Unteren Naturschutzbehörde beim Landratsamt Alb-Donau-Kreis vom 12. Juli 2004 ausgewiesenes Landschaftsschutzgebiet (LSG-Nummer 4.25.130).

## Lage und Beschreibung
Das 110,1912 Hektar große Gebiet besteht aus zwei Teilen und liegt östlich und westlich der Gemeinde Rechtenstein. Zwischen den beiden Teilgebieten liegt das Naturdenkmal Sommerberg mit Geisterhöhle und Winterlinde. Das Landschaftsschutzgebiet hat einen geringfügigen Anteil am FFH-Gebiet Donau zwischen Munderkingen und Riedlingen. Das Gebiet gehört zum Naturraum Mittlere Flächenalb.
Laut Steckbrief handelt es sich um eine vielfältige reich strukturierte Landschaft mit typischen, landschaftsbildprägenden und ökologisch wertvollen Kulturlandschaftselementen. Regional und überregional bedeutsamer Erholungsraum.
Im Osten grenzt das Gebiet an das Naturschutzgebiet Flusslandschaft Donauwiesen zwischen Zwiefaltendorf und Munderkingen und im Westen grenzt das Gebiet an das Naturschutzgebiet Braunsel.
Der Weihergraben durchfließt das Gebiet, bevor er in die Donau mündet.

## Schutzzweck
Schutzzweck ist gemäß Schutzgebietsverordnung
- die durch das reich strukturierte Landschaftsbild und den ausgewogenen Naturhaushalt bedingte Vielfalt, Eigenart und Schönheit des Donautals und der nördlich angrenzenden Alblandschaft zu erhalten;
- die typischen, landschaftsbildprägenden und ökologisch wertvollen Kulturlandschaftselemente wie Feldhecken, Feldgehölze, Streuobstwiesen, Einzelbäume, Baumgruppen, Feldraine und Magerrasen zu erhalten;
- die unverbauten und landschaftsästhetisch wertvollen Teile des Donautals und der nördlich angrenzenden Alblandschaft als lokal, regional und überregional bedeutsamen Erholungsraum zu erhalten;
- den Teil eines gemeindeübergreifenden charakteristischen Ausschnitts des südlichen Albrandes mit besonders markant ausgeprägten Landschaftsformen, Nutzungsverteilungen und hoher Biotopvielfalt zu erhalten.